# 紀元前256年
紀元前256年（きげんぜん256ねん）は、ローマ暦の年である。
当時は、「ルキウス・マンリウス・ウルソ・ロングスとクィントゥス・カエディキウスが共和政ローマ執政官に就任した年」として知られていた（もしくは、それほど使われてはいないが、ローマ建国紀元498年）。紀年法として西暦（キリスト紀元）がヨーロッパで広く普及した中世時代初期以降、この年は紀元前256年と表記されるのが一般的となった。

## 他の紀年法
- 干支 : 乙巳
- 日本
  - 皇紀405年
  - 孝霊天皇35年
- 中国
  - 周 - 赧王59年
  - 秦 - 昭襄王51年
  - 楚 - 考烈王7年
  - 斉 - 斉王建9年
  - 燕 - 孝王2年
  - 趙 - 孝成王10年
  - 魏 - 安釐王21年
  - 韓 - 桓恵王17年
- 朝鮮 :
- ベトナム :
- 仏滅紀元 : 291年
- ユダヤ暦 :

## できごと

### 共和政ローマ
- ローマ軍は、第一次ポエニ戦争を早期に終結させるため、北アフリカのカルタゴの植民地を侵攻することを決めた。ハミルカル（英語版）に率いられたカルタゴ軍はこれを阻止しようとしたが、執政官マルクス・アティリウス・レグルスとルキウス・マンリウス・ウルソ・ロングスに率いられたローマ軍は、シチリア南岸のエクノモス岬の戦いでカルタゴ軍を破った。
- エクノモス岬の戦いの後、ローマ軍はカルタゴの領土に上陸し、破壊行為を始めた。ローマ軍はすぐにカルタゴから東に40マイルのケリビアを占領した。ローマ軍を町の守りに就かせた後、2人の執政官は、本国から、ウルソは多くの兵を連れてローマに戻り、レグルスは歩兵と騎兵を率いてその地に留まり、戦争を終結させるようにとの指令を受けた。
- カルタゴの南東64㎞のアディス近郊で、カルタゴ軍とレグルスに率いられたローマ軍との間で、アディスの戦いが行われた。ローマ軍は大勝し、カルタゴ軍は和平を求めた。交渉の過程で、レグルスはカルタゴに無条件降伏とシチリア、コルシカ、サルディニアのローマへの譲渡、海軍の放棄、保障金の支払い、ローマに隷属する条約の締結を求めた。これらの条件は厳しいものであり、カルタゴの市民は戦争の継続を求めた。

### 中国
- 秦の将軍摎が韓を攻撃し、陽城・負黍を陥落させた。さらに趙を攻撃し、20県あまりを奪った。
- 西周の文公は諸侯の軍を結集し、伊闕を出て秦を攻撃して、陽城との連絡路を遮断しようとした。秦の昭襄王は将軍楊摎に西周を攻撃させた。西周の文公は秦に降伏し、その領土を献上した。赧王も秦の庇護下に入ったが、まもなく死去した。周はここに事実上滅亡したが、東周君の昭文君の国が7年間存続した。
- 楚が魯を滅ぼし、魯の頃公は莒に移された。
- 秦の蜀郡郡守の李冰が成都平原を灌漑するために岷江に都江堰を築いた。

## 誕生
- 劉邦 - 漢王朝の建国者（紀元前195年没）

## 死去
- 赧王 - 周王朝最後の王